# 北港観光バス
北港観光バス株式会社（ほっこうかんこうバス）は、大阪市旭区に本社を置くバス事業者である。1960年に貸切バス事業者として設立、1986年に特定バス事業を開始。1991年に日本タクシーグループ入りした。なお、タクシー・ハイヤーを運営する団体の北港梅田ハイタク事業協同組合（梅田交通グループ）との関係は当初からない。
乗合バス事業の規制緩和により、2003年に乗合バス事業に参入し「サークルバス」の運行を開始。2002年2月の改正道路運送法施行後、大阪府では初の新規参入事業者となった。

## 沿革
- 1960年（昭和35年）
  - 2月17日：一般貸切旅客自動車運送事業の認可を取得[1]。
  - 3月23日：北港観光バス株式会社を設立、本社を大阪市此花区春日出北3丁目4番1号に置く[1]。
  - 12月27日：旅行業の登録を取得[1]。
- 1965年（昭和40年）：ダイヤモンドロングビーチ（福井県三方郡美浜町）にて海水浴場での食堂や駐車場の運営を開始[1]。
- 1986年（昭和61年）4月2日：特定旅客自動車運送事業の認可を取得[1]。
- 1992年（平成4年）7月1日：本社を大阪市旭区赤川1丁目11番8号（現在地）へ移転[1]。
- 2003年（平成15年）3月14日：一般乗合旅客自動車運送事業の認可を取得[1]。「サークルバス」の運行を開始[2]。
- 2023年（令和5年）11月1日：営業所の名称を変更[3]。
- 2024年（令和6年）8月1日：路線バス事業参入後初めて（消費税率引き上げによる値上げを除く）運賃を改定[4][5]。

## 事業所
- 本社：大阪府大阪市旭区赤川1丁目11番8号
- 柱本営業所（旧・コントロール・プレイス）：大阪府高槻市柱本5丁目27番1号
- 舞洲営業所（旧・オムニセンター）：大阪府大阪市此花区北港白津2丁目1番10号
- 彩都営業所：大阪府茨木市彩都もえぎ1丁目4番3号

## 一般路線バス
大阪市臨海部の人工島である咲洲・舞洲エリアの輸送を大阪シティバスと共に担うほか、大阪市周辺での他社廃止路線の一部を引き継ぎ、廃止代替バスを運行している。また、中之島での循環バスの運行も行っている。
旭区コミュニティバス「あさひあったかバス」、JR茨木駅西口 - ダムパークいばきた線を除き、前乗り運賃先払いを採用している。あびこ天美北線、西田辺瓜破線は対キロ多区間制運賃だが先払いとなる。バスカードや交通系ICカードは導入していないため、多くの路線で回数乗車券を販売している。

### サークルバス
全停留所を記載する。
- 1系統：コスモスクエア駅前 → ドコモ大阪南港ビル前 → ホテルフクラシア大阪ベイ前 → 住友生命前 → LIXIL(リクシル)前 → IBM前 → コスモスクエア駅前

Osaka Metro（中央線）コスモスクエア駅から南港コスモスクエア内を循環する通勤路線。同じくコスモスクエア駅発着の大阪シティバス17号系統が南港東や南港中へ足を延ばす一方、こちらはコスモスクエア駅から近い南港北のみを走行しており、運賃も150円（大人・子供同額）と安い。平日のみ運行で、朝夕ラッシュ時は1時間に4 - 5本ある一方で、12 - 14時台は1時間に1本のみの運行となっている。
1997年に企業3社との契約で社員専用の貸切バスを運行したのが始まりである。2003年4月1日より乗合バスに転換し、同社初の乗合バス路線となった。
2024年3月2日より、土休日の運行を取りやめ、平日の12 - 14時台を1時間に4本から1本に減便した。

### 舞洲アクティブバス

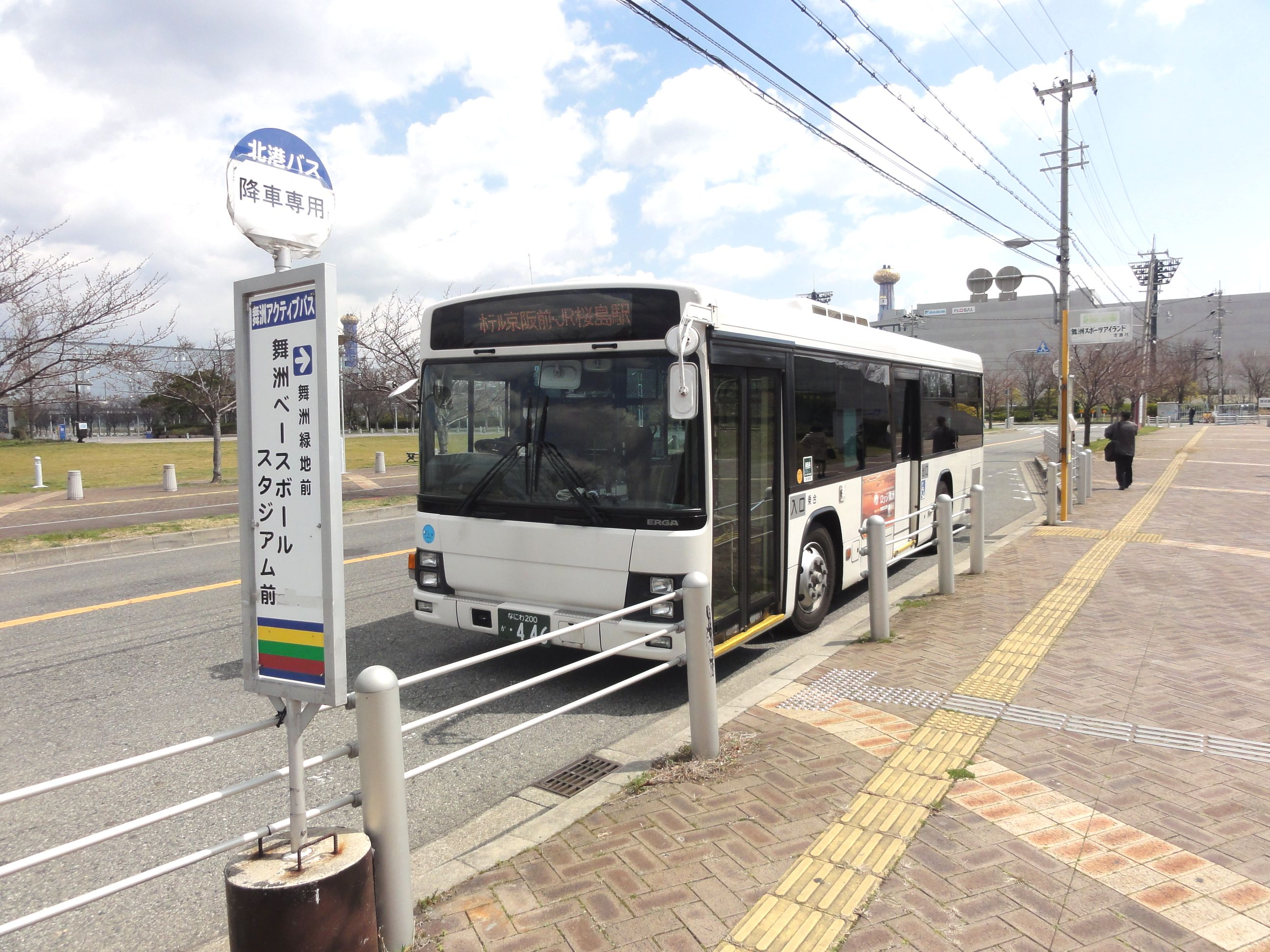
舞州アクティブバス

- 2系統：JR桜島駅前 → 【舞洲島内】 → JRユニバーサルシティ駅前 → JR桜島駅前
  - 2025年3月1日より2A系統に代替され休止中。
- 2A系統：JR桜島駅前 → 【舞洲島内・急行】 → JRユニバーサルシティ駅前 → JR桜島駅前
  - 一部はホテル・ロッジ舞洲前止め、または環境施設組合前、大阪ガス前始発

JR西日本（桜島線・ゆめ咲線）桜島駅と舞洲を結ぶ。舞洲島内では大阪シティバス81号系統と一部並行しているが、停留所名は統一されていない。運賃は全区間230円。朝は2A系統、それ以外の時間帯は2系統が運行される。2025年3月1日より、北港緑地地区（アリーナから西側）内の道路が万博開催に伴い一方通行化されることに伴い、「おおきにアリーナ舞洲南」「おおきにアリーナ舞洲前（北行き）」を休止し、終日2A系統で運行されている。
2001年より運行していた貸切バスを転換し、2004年4月1日運行開始。
- 2A系統：大阪ガス前 → JRユニバーサルシティ駅前 → JR桜島駅前

大阪ガス前始発（旧・2Y系統）は平日の夕方に1便運行。2015年4月1日新設。当初は夢洲コンテナターミナル前始発であったが、3系統廃止に合わせて2024年8月1日より大阪ガス前始発に短縮された。なお逆方向（JR桜島駅前→夢洲）へは以前は2系統と3系統を環境施設組合前（舞洲島内の停留所）で乗り継ぐことで移動できたが、2Y系統短縮ならびに3系統廃止により公共交通機関での桜島駅・舞洲から夢洲へのアクセスは不可能となった。

### 中之島ループバス「ふらら」
全停留所を記載する。

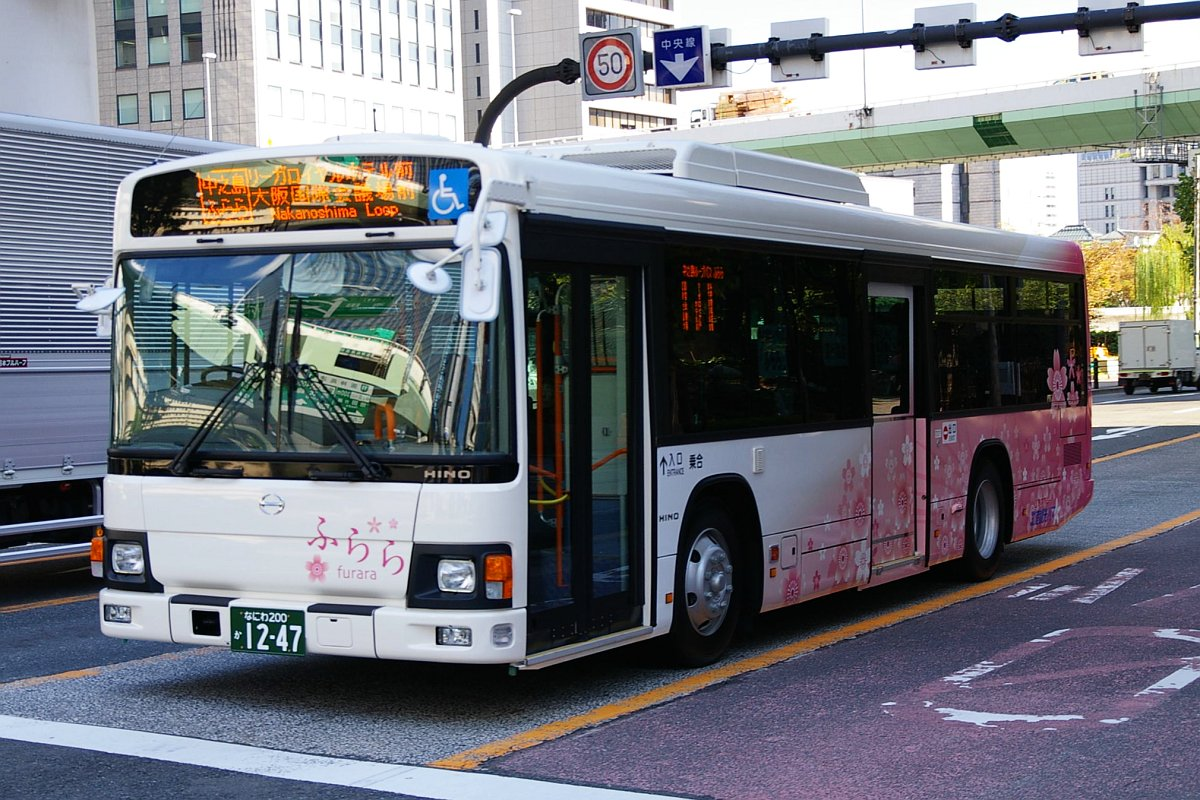
中之島ループバス「ふらら」

- JR大阪駅西口 → 大阪中之島美術館前 → リーガロイヤルホテル・大阪国際会議場前 → 中之島インテス前 → 中之島センタービル前 → 住友病院前 → 大阪中之島美術館前 → JR大阪駅西口

大阪駅を起終点として、中之島西部を循環するバス。運賃は全区間230円。平日の日中のみ40分間隔で運行される。
2008年11月1日、中之島ループバスを運行開始した。路線開設当初は大型車で全日1時間に4本の運行であったが、現在は日野・ポンチョで平日のみ1時間に2本の運行となっている。
2023年7月9日までは以下の経路であった（一部停留所のみ記載）。淀屋橋駅を起終点とし、淀屋橋駅停留所の出発時間は毎時00,30分であった。
- 淀屋橋駅 → 市立科学館・国際美術館前 → リーガロイヤルホテル・国際会議場前 → 中之島センタービル前 → 渡辺橋駅 → 淀屋橋駅
  - 循環バスのため淀屋橋駅を超えての利用も可能。

2023年7月10日改正より、従来の淀屋橋発着系統を休止するとともに、発着地を「JR大阪駅西口」とする系統を開設した。運行は、平日のみで、JR大阪駅西口発9:52 - 16:22発の間で30分間隔、のべ14便が運行される。この改正にあわせて、「大阪大学中之島センター前」停留所を「中之島美術館前」に、「中之島インテス・プラザ前」停留所を「中之島インテス前」に、それぞれ名称変更した。また、淀屋橋系統の運行休止によって、「淀屋橋」「渡辺橋」「市立科学館・国立国際美術館前」の各停留所を休止とした。
2024年4月1日より「筑前橋筋」の一部区間がなにわ筋線建設関連工事により通行止めとなり迂回を行うため、運行間隔を30分間隔から40分間隔に変更した。

### 旭区コミュニティ「あさひあったかバス」

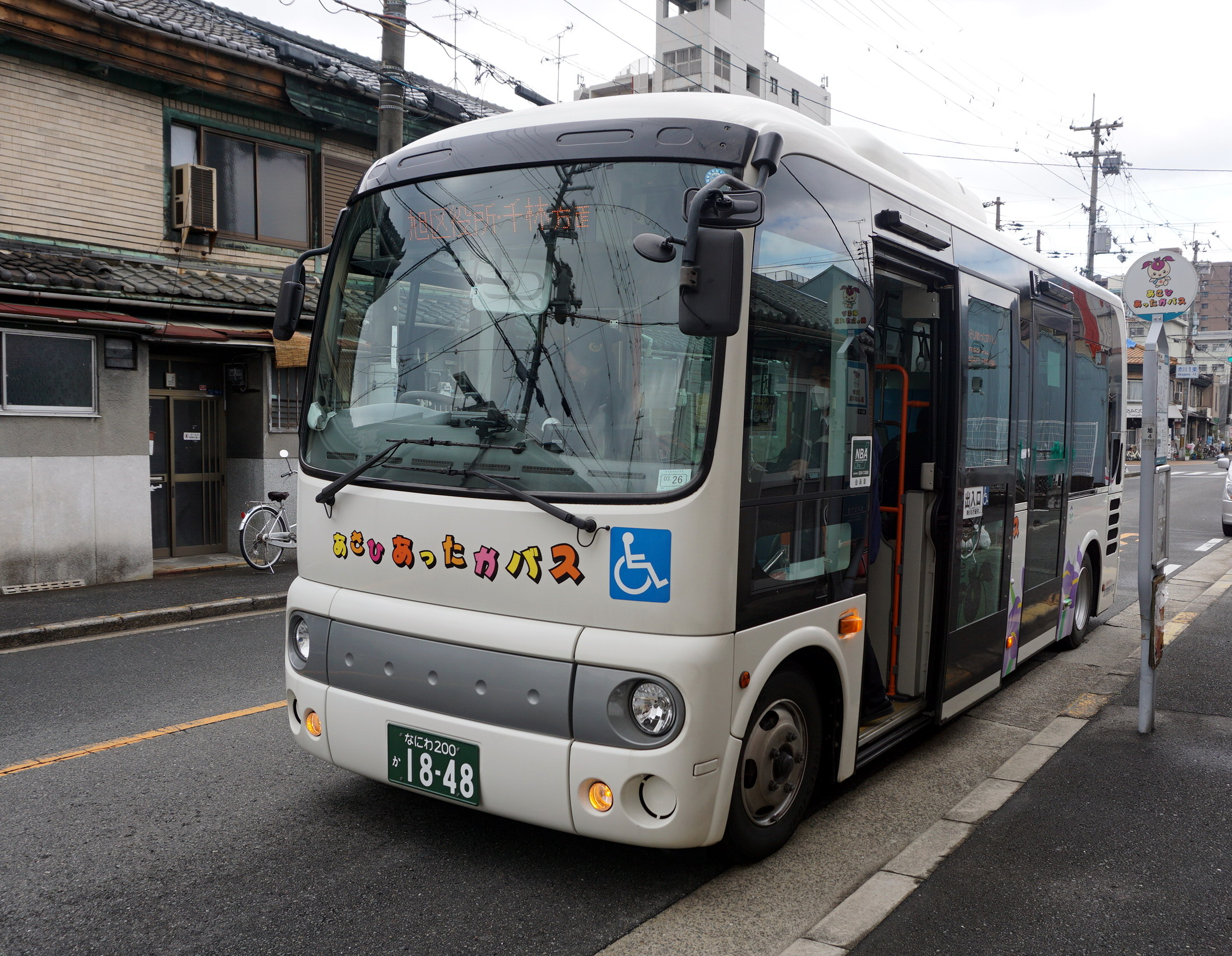
あさひあったかバス

- 守口車庫前 → 太子橋3丁目 → 地下鉄太子橋今市 → 今市 → 旭区役所 → 赤川1丁目（城北公園通駅前） → 城北公園前 → 旭区役所 → 今市 → 地下鉄太子橋今市
- 守口車庫前 → 太子橋3丁目 → 地下鉄太子橋今市 → 今市
  - 最終便として運行。

旭区北部を区役所や区民センター経由で東西に結ぶ路線。運賃は全区間100円で、大阪市の敬老パスなどが利用できる。全日日中のみ1時間に1本運行。
2013年4月1日より、大阪市営バス（当時）が運行していた赤バス旭ループの廃止代替として、大阪市旭区からの委託を受け運行を開始。翌2014年4月1日からは自主運行路線として運行継続している。
2019年3月16日におおさか東線城北公園通駅が開業したことを受け、同年8月より同駅経由となった。

### あびこ天美北線
- 地下鉄あびこ前 - 教育センター附属高校前 - パークサイドなごみ前 - 天美西3丁目 - 天美西住宅前 - あまみ神社前 - 天美北2丁目

大阪市内のあびこ駅から大和川を越え松原市北部へ向かう。天美西住宅前停留所（南海バス天美西停留所と同じ場所）は河内天美駅から約700mのところにある。平日のみ運行で、終日30分間隔。運賃は150円、190円、260円の3段階。
2016年7月1日に日本城タクシーから事業譲渡を受けて運行開始。2024年3月2日より、土休日の運行を取りやめた。

### 西田辺瓜破西線
- 地下鉄西田辺駅前 - (ライフ西田辺 ※瓜破西方向のみ) - 東住吉区役所前 - 駒川商店街 - 城南短期大学前 - トミオカ体操スクール前 - 住道矢田九丁目 - 瓜破西二丁目 - 瓜破西

西田辺駅や東住吉区中部の区役所、針中野駅（駒川商店街停留所）と東住吉区南部を結ぶ路線。平日日中のみ1 - 2時間に1本運行。運賃は150円、210円の2段階。
2016年7月1日に日本城タクシーから事業譲渡を受けて運行開始。

### JR茨木駅西口 - ダムパークいばきた線
- JR茨木駅西口 - ダムパークいばきた

茨木市北部に開設されたダムパークいばきたへのシャトルバスであり、途中に停留所はない。運賃は500円で、後払い。また「安威川ダム湖周遊バス」の運行も行っている。
安威川ダム湖周遊バスとともに、2025年3月17日開設。

### 休廃止路線

#### コスモバス
- コスモスクエア駅前 - なにわの海の時空館前 - 大阪南港野鳥園

運賃は100円（大人・子供同額）、土休日および夏休みのみ運行していた。なにわの海の時空館の閉館に伴い、2013年3月11日（最終運行日は3月10日）をもって廃止となった。

#### Yellow8
- ホテル日航大阪→日本橋一丁目→天王寺西門前→あべの橋→動物園前→日本橋商店街→日本橋一丁目→ホテル日航大阪

2005年2月1日より2ヶ月間、国土交通省による「外国人観光客が利用しやすいバス交通の実現に向けた実証実験」の一環として運行された路線である。同実験の一環として大阪市営バス（当時）も188号系統を運行しており、両路線を総称して「大阪シティループバス」と呼称していた。心斎橋駅そばのホテル日航大阪を起終点に、8の字を描く経路となっていた。実証実験終了後もしばらく自主運行を継続していたが、運行規模を縮小したのち廃止された。

#### 大阪駅ネスタリゾート神戸線
- JR大阪駅桜橋口 - ネスタリゾート神戸

2016年11月10日から、高速乗合バスとして運行を開始した。予約不要の座席定員制。2023年4月1日より同社での運行を休止し、近鉄バスの運行となった。

#### コスモドリームライン
- 2024年8月1日廃止系統
  - 3系統：コスモスクエア駅前→【舞洲島内】→夢洲コンテナターミナル前→コスモスクエア駅前
    - 一部はスラッジセンター前始発

  - 3A系統：コスモスクエア駅前→【舞洲島内・急行】→夢洲コンテナターミナル前→コスモスクエア駅前
  - 3B系統：コスモスクエア駅前→スラッジセンター前→環境施設組合前→夢洲コンテナターミナル前→コスモスクエア駅前
  - 4A系統：コスモスクエア駅前→夢洲コンテナターミナル前→夢洲ヨコレイ前
- それ以前の廃止系統
  - 夢洲中央停留所を経由する各系統
    - 土休日は夢洲中央を経由しなかったため（のちに朝のみ経由）、経路の違いが生じた。2024年4月1日廃止。

  - 3D系統：コスモスクエア駅前→【舞洲島内】→コスモスクエア駅前
    - 土休日の最終便のみ。2024年3月2日廃止。

  - 3急系統：コスモスクエア駅前→（通過）→おおきにアリーナ舞洲前→大阪シティ信用金庫スタジアム前→舞洲緑地前→ホテル・ロッジ舞洲前→おおきにアリーナ舞洲南→おおきにアリーナ舞洲前→（通過）→コスモスクエア駅前
    - 2024年のみ、舞洲シーサイドパークで行われるネモフィラ祭りに合わせ運行。

Osaka Metro（中央線、南港ポートタウン線）コスモスクエア駅と舞洲を結ぶ。運賃は全区間210円。
平日のみ運行。朝ラッシュに3A系統と4A系統、始発と日中に3B系統、他の時間帯に3系統が運行される。3B系統の運行時間帯にスラッジセンター前・環境施設組合前以外の舞洲島内の停留所を利用する場合、乗務員から乗継券を受け取ったうえで、2系統舞洲アクティブバスと乗り継ぐこととなる。
2013年5月13日運行開始。2015年4月1日より夢洲島内に停留所を新設した。2022年12月16日より夢洲中央停留所を新設し、平日のみ乗り入れた。2023年9月2日より土休日の4B系統（コスモスクエア駅 - 夢洲間の区間便）を廃止した代替として、土休日の朝も夢洲中央に乗り入れた。
2024年3月2日より、土休日の運行を取りやめ（ネモフィラ祭りの時期のみ臨時便を運行）、2024年4月1日より夢洲中央停留所を廃止した。2024年7月31日の最終運行をもって廃止された。
コスモドリームラインの廃止により一時的に、コスモスクエア駅から夢洲へは公共交通機関で向かうことが出来なくなっていたが、2025年1月19日に中央線が夢洲駅まで延伸したことで、再び公共交通機関でアクセスできるようになった。

#### コスモスクエア駅・大阪港国際フェリーターミナル線
- 5系統[22]：コスモスクエア駅 - 大阪港国際フェリーターミナル線

2016年7月1日に日本城タクシーから事業譲渡を受けて運行開始。

## 送迎バス
- 東京インテリア家具

東京インテリア家具大阪本店から、大阪駅（桜橋口）を結ぶ無料シャトルバスを1日6往復運行している。なお、かつては大阪駅からではなくJR難波駅（OCAT）から運行していた。
- リーガロイヤルホテル

大阪駅（梅田駅）と同ホテル間を結ぶ無料シャトルバスの運行を担当している。
- 大阪アメニティパーク

2019年春より日本交通に代わり、大阪アメニティパークのシャトルバス（梅田直行便、本町循環便）を運行している。
- ユニバーサル・スタジオ・ジャパン

クルー（従業員）専用の送迎バスを受託運行している。従業員施設とオフィスを結ぶ。
- 常翔学園中学校

江坂駅から阪急吹田駅、上新庄駅を経由するスクールバスを運行している。
- 延田エンタープライズ

河内松原駅と新金岡駅から123松原店への無料直通バスを運行している。
店舗名にちなみ、使用する車両のナンバーも「123」となっている。
- アマゾンジャパン

住之江公園駅、堺駅、堺東駅と堺浜にあるアマゾン堺FCを結ぶ従業員送迎バスを運行している。
- イオン高槻店

水無瀬駅や島本駅などとイオン高槻店を結ぶシャトルバスを運行している。
- ヤマト運輸

JR茨木駅、阪急茨木市駅と関西ゲートウェイを結ぶ従業員送迎バスを運行している。ただし、繁忙期を除き、自社従業員しか利用できない。
このほか、大阪府下の特別支援学校のスクールバス運行も請け負っている。

### 過去に運行していた送迎バス
- 毎日放送

本社機能が吹田市の千里丘放送センターにあった時代、千里丘駅と堂島（当時の登記上の本社）間に社員用と一般用の送迎バスを運行していたほか、千里丘放送センターでテレビの公開録画が行われる際には、放送センターと最寄駅であったJR千里丘駅を結ぶ送迎バスも運行されていた。本社が北区茶屋町に移転してからも、千里丘と茶屋町間に社員用の送迎バスを運行していた。2014年3月までUSJ内にあるMBSスタジオ in USJと茶屋町本社間に社員・出演タレント専用送迎バス（一般客の乗車不可）を運行していた。
- イケア

2008年8月から2017年12月まで、IKEA鶴浜店からJR難波駅（OCAT、ただし運行開始当初は髙島屋大阪店北西の国道25号上に停留所があった）を結ぶ無料シャトルバスの運行を担当していた。土休日やゴールデンウィーク・夏休み・冬休み期間などの限定で大阪駅と同店間を結ぶ無料シャトルバスの運行も担当したこともあった。
2018年1月から3月まで両備バスが運行後、同年4月から大阪シティバスが「IKEA ⇔ なんばExpress」（一般路線）として運行。
- 摂南大学

2013年4月から2018年3月まで大日駅と寝屋川キャンパス間の大学関係者専用直通バスを運行していた。
現在は京阪バスが一般路線として運行。
- 三井アウトレットパーク大阪鶴見

2011年から京阪バスから日本交通が運行に変わり、不明だが北港観光が運行していた。また2018年までは京阪守口市駅発着だったが、京阪・モノレール門真市駅発着に再び変更された。ららぽーと門真・三井アウトレットパーク大阪門真の開業に伴う移転・閉館のため2023年2月に廃止となった。

## 車両
2021年3月現在、191台の車両を保有する。
かつては日産ディーゼル（現・UDトラックス）製の車両が多かったが、同社のバス製造事業撤退後は、日野自動車製といすゞ自動車製の車両を導入している。三菱ふそう製の車両は小型車が数台在籍する程度で少ない。除籍車の中には他社へ移籍するものもある。

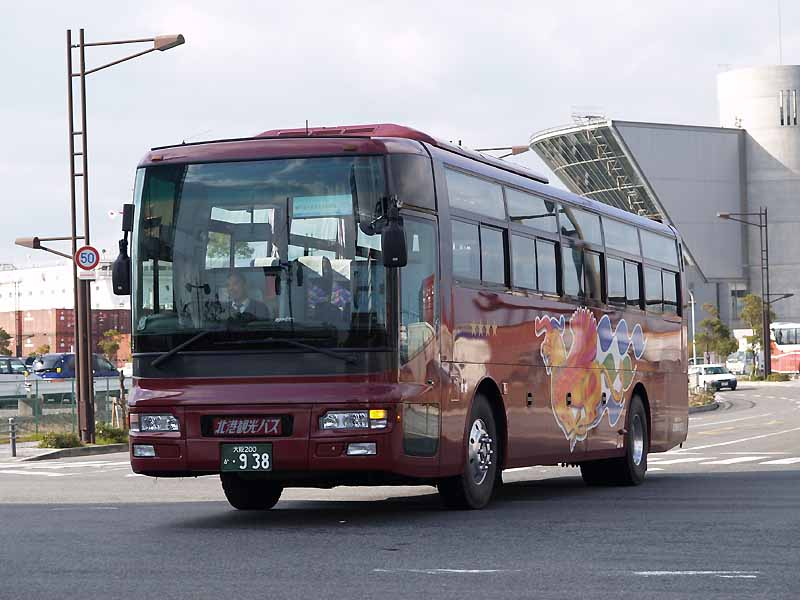
貸切車 日産ディーゼル・スペースアロー （富士重工業R21型車体架装）
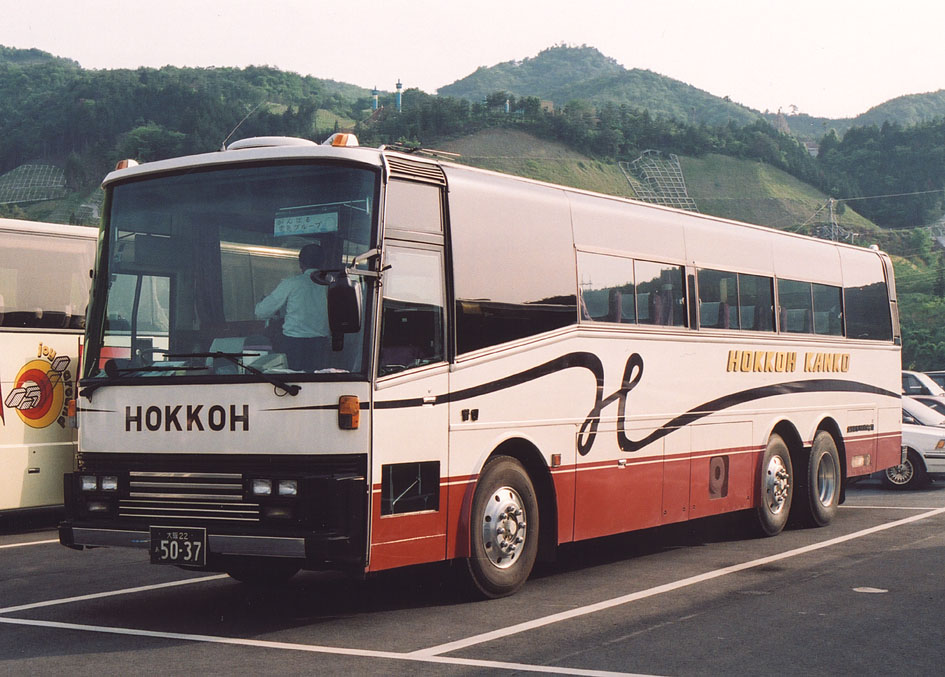
貸切車 日産ディーゼル・K-DA50T （富士重工業R3型車体架装）